# Cámara Uruguaya del Disco
Die Cámara Uruguaya del Disco (CUD), eigentlich Cámara Uruguaya de Productores de Fonogramas, ist eine gemeinnützige Nichtregierungsorganisation und vertritt die uruguayische Musikindustrie. Gegründet wurde die Organisation im Jahr 1960. Seit 2005 verwaltet die CUD außerdem die Eigentumsrechte der Tonträgerhersteller aus Uruguay, übernommen von der Vorgängerorganisation Productores Fonográficos del Uruguay. Die CUD ist eine angeschlossene Gesellschaft der IFPI und hat ihren Sitz in Montevideo.
Die CUD vergibt Auszeichnungen für Musikverkäufe und veröffentlicht monatliche Musikcharts.

## Auszeichnungen
Die Musikauszeichnungen basieren auf der Anzahl der verkauften Tonträger in Uruguay.
| Auszeichnung | bis April 2005 | Mai 2005 bis 2019 | seit 2020 |
| ------------ | -------------- | ----------------- | --------- |
| Gold         | 3.000          | 2.000             | 1.500     |
| Platin       | 6.000          | 4.000             | 3.000     |
| 2× Platin    | 12.000         | 8.000             | 6.000     |
| …            |                |                   |           |